# Escroux
Escroux (okzitanisch Capèla d’Escrós) ist eine französische Gemeinde mit 40 Einwohnern (Stand: 1. Januar 2022) im Département Tarn in der Region Okzitanien. Sie gehört zum  Arrondissement Castres und ist Mitglied im Gemeindeverband Communauté de communes du Haut-Languedoc. „Les Escrousols“ und „Les Escrousoles“ (auf Okzitanisch „Los Escrosòls“) ist die Bezeichnung für die Bewohner.

## Geographie
Escroux liegt etwa 45 Kilometer südöstlich von Albi an der Grenze zum benachbarten Département Aveyron. Das Gemeindegebiet liegt im Regionalen Naturpark Haut-Languedoc. Der Hauptort liegt auf etwa 730 m. ü. M.
Die Gemeinde grenzt im Nordwesten an Saint-Salvi-de-Carcavès, im Nordosten an Laval-Roquecezière, im Osten an Saint-Sever-du-Moustier, im Südosten an Lacaune, im Südwesten an Viane und im Westen an Senaux.

## Bevölkerungsentwicklung
| Jahr      | 1962 | 1968 | 1975 | 1982 | 1990 | 1999 | 2008 | 2015 |
| --------- | ---- | ---- | ---- | ---- | ---- | ---- | ---- | ---- |
| Einwohner | 184  | 144  | 82   | 71   | 62   | 49   | 49   | 49   |